# インダレシオ・プリエト

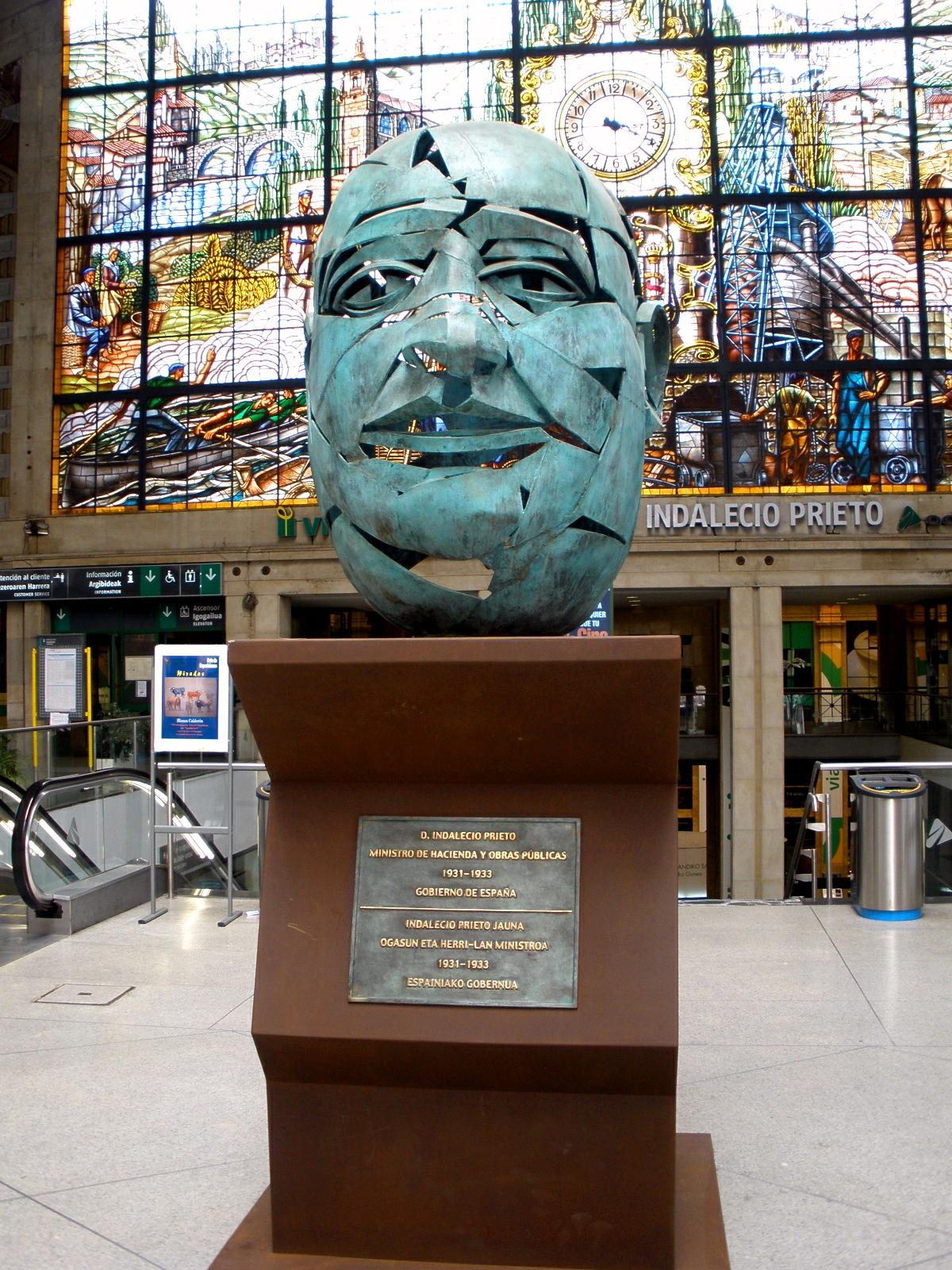
ビルバオ＝アバンド駅にあるプリエトの彫像

インダレシオ・プリエト・トゥエロ（Indalecio Prieto Tuero, 1883年4月30日 – 1962年2月11日）は、スペイン・オビエド県オビエド出身の政治家。
1918年から1923年、1931年から1939年までビルバオ選挙区から選出されてスペイン国会下院議員を務めた。1935年から1948年にはスペイン社会労働党(PSOE)の書記長（党首）を務め、第二共和政期には国防大臣などを歴任した。

## 経歴

### 編集者として
1883年にオビエド県オビエドに生まれた。6歳の時に父親が死去し、1891年には母親とともにビスカヤ県ビルバオに引っ越した。幼少の頃には路上で雑誌を売って生計を助けていた。日刊紙のラ・ボス・デ・ビスカヤで速記記者の仕事を得て、やがて編集者となり、後にはライバル紙のエル・リベラルのジャーナリストとなった。最終的にはエル・リベラルの編集長やオーナーにまで上りつめ、バスクの実業家とも交流があった。

### 政治家として

#### 社会党
16歳だった1899年にスペイン社会労働党（PSOE、社会党）に加入。社会党では社会主義青年同盟の幹部となり、1911年にビルバオ市議会議員に当選した。バスク地方における社会主義の重要人物となり、第一次世界大戦後の1917年8月には党内でもプリエトが中心となって革命ゼネストを起こした。ゼネストの主導者たちの何人かはマドリードで逮捕されたが、プリエトは逮捕される前にフランスに逃げ、1918年の総選挙前にスペインに帰国すると、ビルバオ選挙区から下院議員に当選してスペイン国会に議席を得た。プリエトは第3次リーフ戦争（1920年-1926年、またはメリリャの戦い）における政府とスペイン軍の行動を強く非難し、またメリリャでマヌエル・シルベストレ将軍が軽率な軍事行動に出たことでの国王の責任を取り上げた。カタルーニャ地方では社会主義者と地域主義者が結び付いてカタルーニャ社会主義連盟が成立していたが、プリエトやミゲル・デ・ウナムーノらはバスク・ナショナリズム運動には批判的であり、バスク地方ではバスク・ナショナリズム運動を牽引するバスク民族主義党(PNV)と社会主義者による社会党が大衆政党としてせめぎ合った。バスク民族主義党が策定したエステーリャ憲章（バスク自治憲章案）はカトリックを基調としており、プリエトは「バスク地方を『バチカン主義者のジブラルタル』にするものである」と警告した。

#### プリモ・デ・リベラ政権と第二共和政

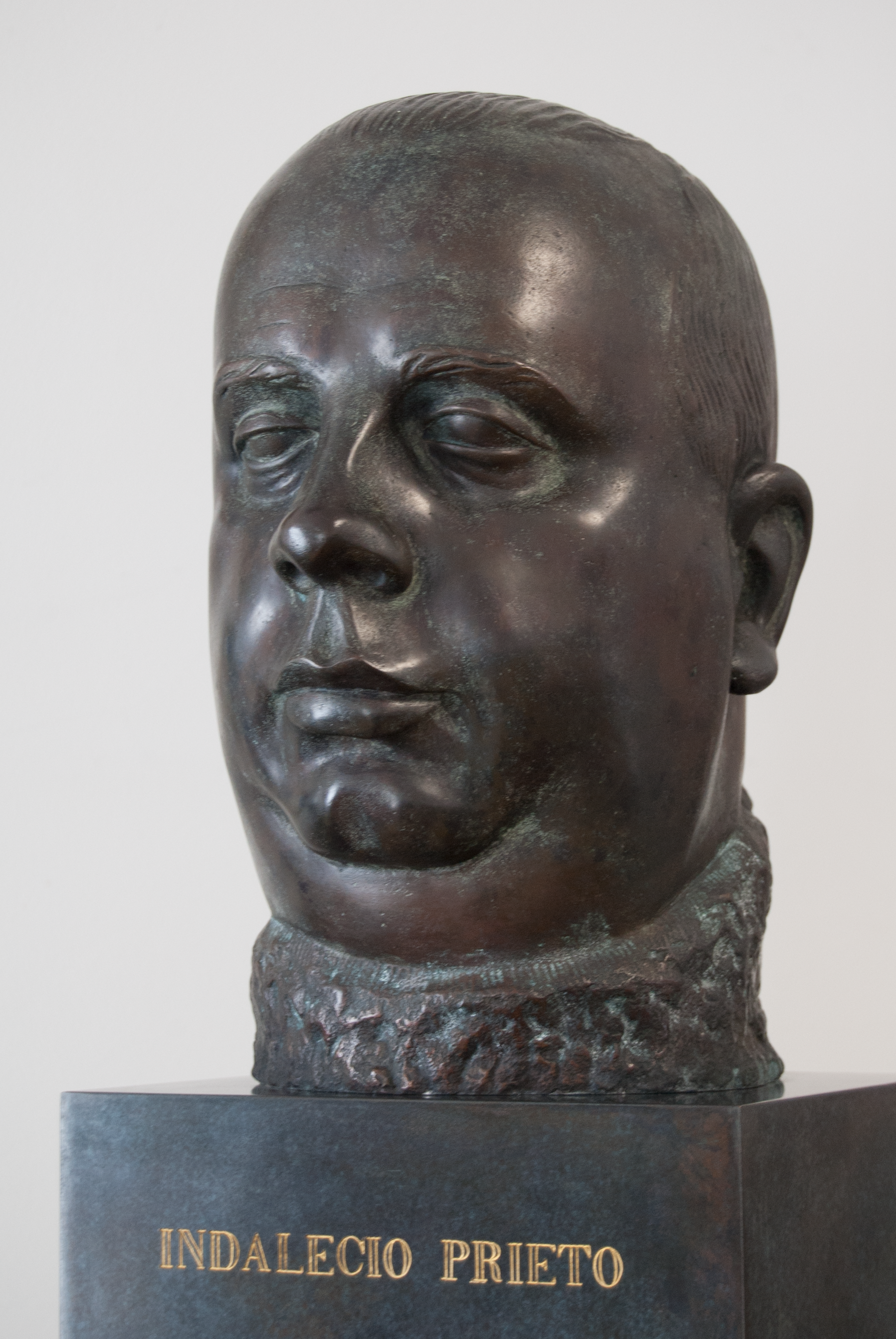
Indalecio Prieto (Juan Cristóbal, 1926).

1923年にミゲル・プリモ・デ・リベラの独裁政権が成立すると、社会党はプリモ・デ・リベラ体制に協力したが、体制に批判的だったバスク民族主義党は一切の政治活動を禁じられた。プリエトはプリモ・デ・リベラや社会党の大物であるフランシスコ・ラルゴ・カバリェーロとは激しい対立があり、ラルゴ・カバリェーロがプリモ・デ・リベラ政権に部分的に協調する方針に反対した。1930年8月には社会党党首のフリアン・ベステイロが反対したにもかかわらず、プリエトは反体制派の政治改革方針であるサン・セバスティアン協約に参加した。この共和主義政党の広範な連合による協約ではスペイン君主制の廃止が提案された。
1931年4月には第二共和政が成立し、サン・セバスティアン協定は共和国を牽引する指導要領となった。プリエトはニセト・アルカラ＝サモラ大統領に導かれる共和国政府の財務大臣に就任し、社会党からは他にラルゴ・カバリェーロ（公共事業大臣）とリオス（法務大臣）が入閣した。マヌエル・アサーニャ内閣の財務大臣としてのプリエトはスペイン銀行を政府が統制できるようにする法案を制定したが、これによってスペイン銀行に疎まれたため、1931年12月の内閣改造では公共事業大臣に回った。プリエトはプリモ・デ・リベラ独裁政権時代に始まった水力発電計画の方針を継承し、またチャマルティン駅の新設、チャマルティン駅とアトーチャ駅を結ぶトンネルの建設など、首都マドリードのインフラを改善する野心的な計画を策定した。ただし、これらの計画の大部分はスペイン内戦終結後まで完了しなかった。1933年6月の内閣改造ではプリエトがアサーニャの後継首相候補に挙げられたが、アサーニャが首相を続投した。1933年11月の総選挙は女性に参政権が与えられた初の総選挙であり、左派は敗北して急進党(PRR)主体のアレハンドロ・レルー政権が誕生した。地方経済特権（フエロ）の維持のためにバスクの中産階級を味方につけようとし、1934年には従来敵対していたバスク民族主義党のホセ・アントニオ・アギーレと手を結んだ。1934年10月には社会党が主導したゼネストによる革命（10月革命蜂起、アストゥリアス革命）が失敗した。ラルゴ・カバリェーロとは異なり、プリエトはこのゼネストと武装蜂起には反対していたが、起訴の可能性を逃れるためにフランスのパリに亡命した。1935年には社会党の書記長（党首）に就任し、1948年まで同職にあった。事実上の社主だったエル・リベラルの紙面上でパリから意見を訴え、社会党穏健派のリーダーとして社会党過激派（革命派）と対立した。過激派のリーダーであるラルゴ・カバリェーロは獄中から党内に影響力を及ぼし、主導権争いを繰り広げた。プリエトはパリからアサーニャとも連絡を取り、プリエトによる左派を横断する戦略は人民戦線に帰結している。ラルゴ・カバリェーロは「プリエトは真の社会主義者ではなかった」と語っており、後年はバスク・ナショナリストとも手を組んだプリエトの活動は、他の社会主義者とは一線を画していた。

#### スペイン内戦とその後
1936年の総選挙では人民戦線派が勝利し、プリエトは首相の座を望んでいたが、ラルゴ・カバリェーロらの抵抗で首相の座を断念し、社会党を抜いた支持基盤の弱い共和諸派による組閣がなされた。1936年5月にはスペイン国会の法案委員会議長となってバスク自治憲章の成立に一役買い、これによりバスク民族主義党は人民戦線派の支持に回った。7月にスペイン内戦が勃発すると、9月にはラルゴ・カバリェーロ内閣が誕生し、プリエトは海軍・空軍大臣となった。
1937年5月にはラルゴ・カバリェーロが内閣から外れ、プリエトは国防大臣（陸軍大臣と海軍・空軍大臣の合同）となった。10月にはスペイン共和国軍が北方作戦に敗れ、プリエトは大臣辞任の意向を示したが拒否された。1938年3月にアラゴン戦線で敗れるとついに共和国政府を去り、その後は共産主義者との論争がエスカレートした。

#### メキシコへの亡命
スペイン内戦後にはフランシスコ・フランコ独裁政権によって社会党そのものが非合法化され、政治界を退いてメキシコに亡命した。メキシコはスペインの反体制運動組織に寛容であり、バスク民族主義運動急進派などの避難所にもなっていた。スペイン内戦時には共和国政府を支援して犠牲者を保護しており、内戦以後にはスペインの知識人を多数招いて研究活動の継続などを支援していた。1975年にフランコが死去するまで、メキシコはスペインとの国交を断絶したままだった。
第二次世界大戦が終わりに向かっていた1945年には、スペイン内戦終結後からスペインの支配者だったフランシスコ・フランコに対抗する君主制主義者とともに、スペインに民主主義を回復させる観点から亡命共和国政府の設立を試みた。1947年には社会党とバスク民族主義党が反共産主義で同調し、プリエトはキリスト教民主主義と社会主義の同盟の必要性を訴えた。しかし亡命共和国政府設立の試みは成功せず、現役政治家からの引退につながった。メキシコでは何冊かの書籍を執筆しており、例えば『Palabras al viento』（風の言葉、1942年）、『Discursos en América』（アメリカでの講演、1944）などがある。最晩年の1962年には『Cartas a un escultor: pequeños detalles de grandes sucesos』（彫刻家への手紙 : 巨大イベントの細部）を著した。1962年、メキシコの首都シウダ・デ・メヒコで死去した。

## 関連文献
- Graham, Helen (2005). The Spanish Civil War. A very short introduction. New York, USA: Oxford University Press. ISBN 978-0-19-280377-1
- Jackson, Gabriel (1967). The Spanish Republic and the Civil War, 1931–1939. Princeton, USA: Princeton University Press. ISBN 0-691-00757-8
- Preston, Paul (2006). The Spanish Civil War. Reaction, revolution and revenge. London, UK: Harper Perennial. ISBN 978-0-14-101161-5
- Thomas, Hugh (2001). The Spanish Civil War. London, UK: Penguin Books. ISBN 978-0-14-101161-5

| 党職                                    | 党職                                           | 党職                    |
| --------------------------------------- | ---------------------------------------------- | ----------------------- |
| 先代 フランシスコ・ラルゴ・カバリェーロ | スペイン社会労働党書記長（党首） 1935年-1948年 | 次代 トリフォン・ゴメス |